# Onthophagus rectefurcatus
Onthophagus rectefurcatus är en skalbaggsart som beskrevs av Leon Fairmaire 1891. Onthophagus rectefurcatus ingår i släktet Onthophagus och familjen bladhorningar. Inga underarter finns listade i Catalogue of Life.